# Портеус, Том
То́мас Сто́ддарт По́ртеус (англ. Thomas Stoddart Porteous; 21 сентября 1865 — 23 февраля 1919) — английский футболист, защитник. Выступал за футбольные клубы «Харт оф Мидлотиан», «Килмарнок», «Сандерленд», «Ротерем Таун» и «Манчестер Сити», а также за национальную сборную Англии.

## Футбольная карьера
Родился в Ньюкасл-апон-Тайне (Нортамберленд), однако вырос в Шотландии (в Далките и Килмарноке). Футбольную карьеру начал в шотландском клубе «Харт оф Мидлотиан», в 1884 году присоединился к «Килмарноку».
В 1889 году Портеус перешёл в английский клуб «Сандерленд». Стал участником «команды всех талантов» (англ. The Team of all Talents), целиком состоящей из игроков из Шотландии. Дебютировал за клуб 18 января 1890 года в матче Кубка Англии против «Блэкберн Роверс». В Футбольной лиге свой первый матч провёл 13 сентября 1890 года (против «Бернли»). В сезоне 1890/91 провёл за команду все 22 матча в Футбольной лиге. Это был первый сезон «Сандерленда» в Футбольной лиге, команда завершила его на седьмом месте.
В сезоне 1891/92 «Сандерленд» доминировал в Футбольной лиге и выиграл чемпионский титул; Портеус провёл в том сезоне 25 из 26 матчей. В сезоне 1892/93 «Сандерленд» вновь выиграл чемпионский титул, а Портеус провёл за команду все 30 матчей в рамках лиги.
В сезоне 1893/94 Портеус уступил место в основном составе «Сандерленда» Питеру Миану, купленному из «Селтика». По окончании сезона покинул «Сандерленд», став игроком клуба «Ротерем Таун», выступавшем во Втором дивизионе Футбольной лиги. В феврале 1896 года провёл пять матчей за «Манчестер Сити», после чего вернулся в «Ротерем Таун».
7 марта 1891 года Портеус провёл свой единственный матч за национальную сборную Англии, сыграв на позиции правого защитника против сборной Уэльса на стадионе «Ньюкасл Роуд» в Сандерленде. В той игре англичане победили соперника со счётом 4:1.

## Достижения
«Сандерленд»
- Чемпион Англии: 1891/92, 1892/93

Сборная Англии
- Победитель Домашнего чемпионата Великобритании: 1891